# فیل دو کاسونز
فیل دو کاسونز (به لاتین: Fil de Cassons) یک کوه در سوئیس است که در کانتون گراوبوندن واقع شده‌است. فیل دو کاسونز ۲٬۶۹۵ متر بالاتر از سطح دریا واقع شده‌است.